# Tropidonophis dolasii
Tropidonophis dolasii là một loài rắn trong họ Rắn nước. Loài này được Kraus & Allison mô tả khoa học đầu tiên năm 2004.